# Schlossstraße 37 (Korschenbroich)

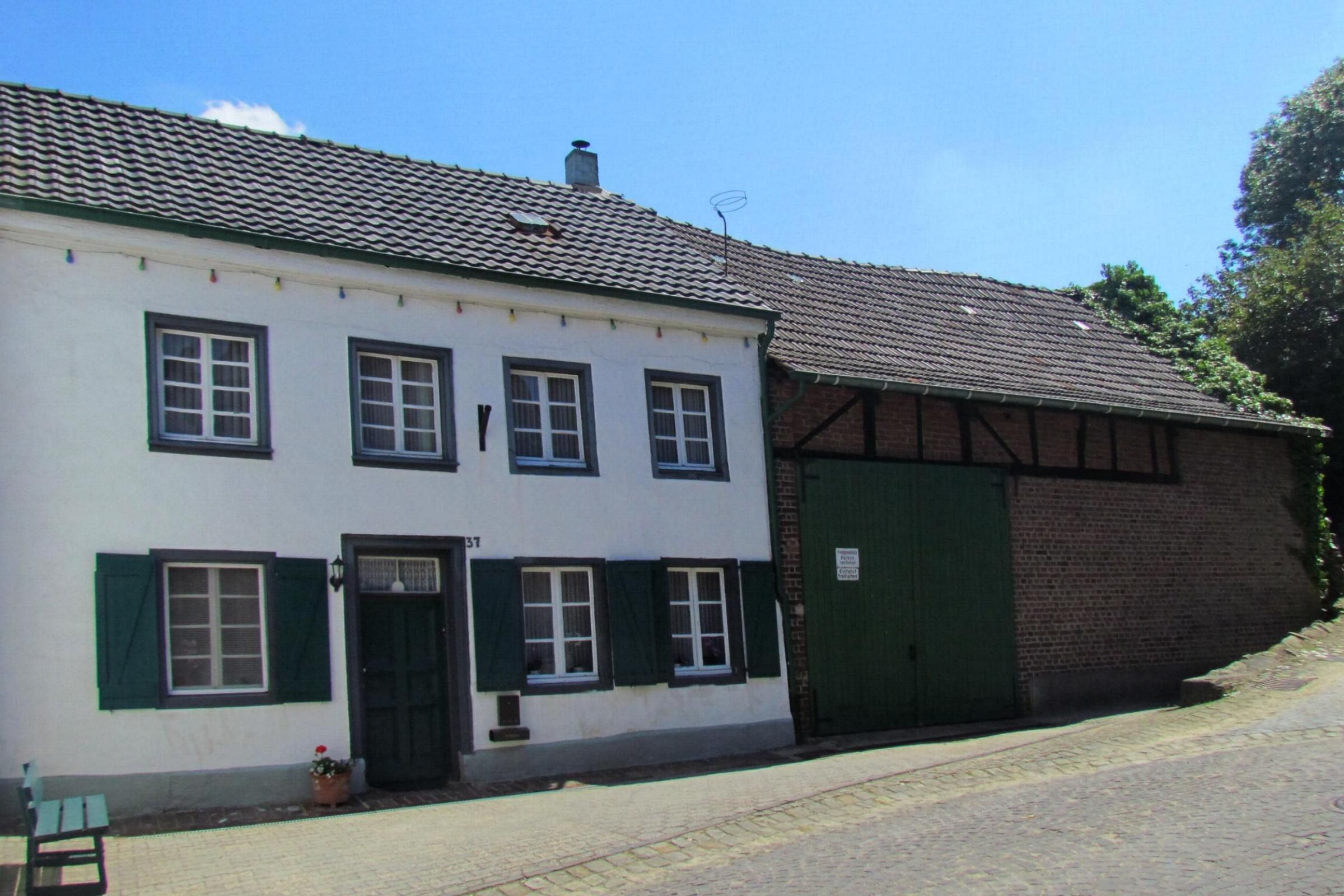
Backsteinwohnhaus

Das Backsteinwohnhaus Schlossstraße 37 steht im Stadtteil Liedberg in Korschenbroich im Rhein-Kreis Neuss in Nordrhein-Westfalen.
Das Haus wurde im 19. Jahrhundert erbaut und unter Nr. 137 am 10. Juni 1987 in die Liste der Baudenkmäler in Korschenbroich eingetragen.

## Architektur
Bei dem Denkmal handelt es sich um ein zweigeschossiges traufenständiges Backsteinwohnhaus aus dem 19. Jahrhundert, dessen Außenfassade verputzt ist. Das Haus besitzt rechtsseitig angebaut eine Backsteinscheune mit Toreinfahrt darin. Das Gebäude „Schlossstraße 37“ stellt als Bestandteil den denkmalwerten Ensembles des alten historischen Marktes ein Denkmal dar. Liedberg und insbesondere auch der noch vorhandene Markt haben für die Stadtgeschichte von Korschenbroich heimatgeschichtliche Bedeutung.